# Danh sách phim điện ảnh có doanh thu cao nhất tại Nhật Bản
Dưới đây là danh sách các bộ phim điện ảnh có doanh thu cao nhất tại Nhật Bản. Danh sách này chỉ tính tới doanh thu phòng vé tại các rạp của phim chứ không tính tới các doanh thu phụ khác như tiền bán băng video hay chiếu trên truyền hình.
| Xếp hạng | Tiêu đề                                       | Doanh thu (¥ tỷ yên Nhật) | Năm  | Có liên quan |
| --- | --------------------------------------------- | ------------------------- | ---- | ------------ |
| 01 | Demon Slayer the Movie: Mugen Train           | 40.43                     | 2020 | [ 1 ]        |
| 02 | Spirited Away                                 | 31.68                     | 2001 | [ 2 ]        |
| 03 | Titanic                                       | 26.20                     | 1997 | [ 3 ]        |
| 04 | Frozen                                        | 25.50                     | 2014 | [ 1 ]        |
| 05 | Your Name                                     | 25.03                     | 2016 | [ 1 ]        |
| 06 | Harry Potter and the Philosopher's Stone      | 20.30                     | 2001 | [ 4 ]        |
| 07 | Princess Mononoke                             | 20.18                     | 1997 | [ 2 ]        |
| 09 | One Piece Film: Red                           | 19.87                     | 2022 | [ 5 ]        |
| 08 | Howl's Moving Castle                          | 19.60                     | 2004 | [ 6 ]        |
| 10 | Bayside Shakedown 2                           | 17.35                     | 2003 | [ 7 ]        |
| 11 | Harry Potter and the Chamber of Secrets       | 17.30                     | 2002 | [ 7 ]        |
| 12 | Avatar                                        | 15.60                     | 2009 | [ 8 ]        |
| 13 | Ponyo                                         | 15.50                     | 2008 | [ 9 ]        |
| 14 | Weathering with You                           | 14.19                     | 2019 | [ 1 ]        |
| 15 | Jujutsu Kaisen 0                              | 13.80                     | 2021 | [ 10 ]       |
| 16 | The Last Samurai                              | 13.70                     | 2003 | [ 11 ]       |
| 17 | E.T. the Extra-Terrestrial                    | 13.50                     | 1982 | [ 12 ]       |
| 17 | Armageddon                                    | 13.50                     | 1998 | [ 12 ]       |
| 17 | Harry Potter and the Prisoner of Azkaban      | 13.50                     | 2004 | [ 11 ]       |
| 20 | Frozen II                                     | 13.37                     | 2019 | [ 1 ]        |
| 21 | Top Gun: Maverick                             | 13.30                     | 2022 | [ 1 ]        |
| 22 | Bohemian Rhapsody                             | 13.11                     | 2018 | [ 1 ]        |
| 23 | Jurassic Park                                 | 12.85                     | 1993 | [ 12 ]       |
| 24 | Star Wars: Episode I – The Phantom Menace     | 12.70                     | 1999 | [ 12 ]       |
| 25 | Beauty and the Beast                          | 12.40                     | 2017 | [ 1 ]        |
| 26 | Aladdin                                       | 12.14                     | 2019 | [ 1 ]        |
| 27 | The Wind Rises                                | 12.02                     | 2013 | [ 13 ]       |
| 28 | Alice in Wonderland                           | 11.80                     | 2010 | [ 8 ]        |
| 29 | Star Wars: The Force Awakens                  | 11.63                     | 2015 | [ 14 ]       |
| 30 | Antarctica                                    | 11.00                     | 1983 | [ 1 ]        |
| 30 | The Matrix Reloaded                           | 11.00                     | 2003 | [ 7 ]        |
| 30 | Finding Nemo                                  | 11.00                     | 2003 | [ 11 ]       |
| 30 | Harry Potter and the Goblet of Fire           | 11.00                     | 2005 | [ 15 ]       |
| 34 | Pirates of the Caribbean: At World's End      | 10.90                     | 2007 | [ 16 ]       |
| 35 | Toy Story 3                                   | 10.80                     | 2010 | [ 8 ]        |
| 36 | Independence Day                              | 10.65                     | 1996 | [ 1 ]        |
| 37 | The Lord of the Rings: The Return of the King | 10.32                     | 2004 | [ 17 ]       |
| 38 | Evangelion: 3.0+1.0 Thrice Upon a Time        | 10.28                     | 2021 | [ 1 ]        |
| 39 | Bayside Shakedown: The Movie                  | 10.10                     | 1998 | [ 18 ]       |
| 40 | Toy Story 4                                   | 10.07                     | 2019 | [ 1 ]        |
| 41 | Pirates of the Caribbean: Dead Man's Chest    | 10.02                     | 2006 | [ 19 ]       |
| Cờ chỉ những bộ phim sản xuất tại Nhật Bản. · Nền tô màu chỉ những phim đang được chiếu trong tuần từ ngày 7 tháng 3 năm 2025 tại các cụm rạp ở Nhật Bản. |                                               |                           |      |              |